# 러브락컴퍼니
러브락은 대한민국의 음반사로, 2010년 4월 1일 시작된 러브락컴퍼니는 2016년 5월 러브락으로 변경되었다.
러브락은 실력이 검증 된 뮤지션과 기획자들이 모여
다양한 분야의 아티스트들과 함께 라이프스타일로서의 락앤롤 문화를 만들어가는 문화창작집단으로  공연 기획과 페스티벌 기획 등은 물론,
국내외 아티스트의 활발한 문화교류를 위한 해외 관련사업등을 펼치고 있다.
러브락에 소속된 5팀은 락앤롤의 다양한 장르를 소화하고 있는데, 갤럭시 익스프레스의 경우 탈진 록앤롤, 파블로프는 8비트록, 피해의식은 헤비메탈, 데드버튼즈는 블로스를 기반으로 한 하드록, 마지막으로 익시는 브릿팝을 대표적으로 다루고 있다.

## 소속 아티스트
- 갤럭시 익스프레스
- 파블로프
- 피해의식
- 데드버튼즈
- 익시